# チズモーン・デル・グラッパ
チズモーン・デル・グラッパ（伊: Cismon del Grappa）は、イタリア共和国ヴェネト州ヴィチェンツァ県ヴァルブレンタに属する分離集落（フラツィオーネ）。
かつては独立したコムーネであったが、2019年1月30日にカンポロンゴ・スル・ブレンタ、サン・ナザーリオ、ヴァルスターニャと合併して新自治体の一部となった。

## 地理

### 位置・広がり

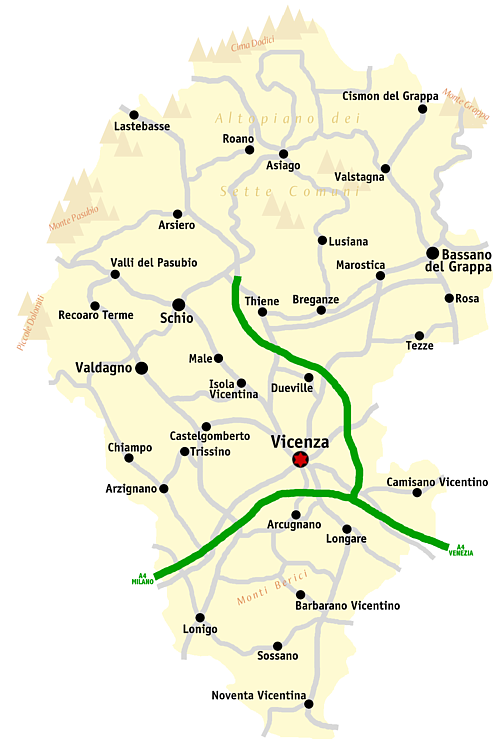
ヴィチェンツァ県概略図

#### 隣接コムーネ
コムーネとしてのチズモーン・デル・グラッパは、以下のコムーネと隣接していた。括弧内のBLはベッルーノ県、TVはトレヴィーゾ県、TNはトレント自治県（トレンティーノ＝アルト・アディジェ州）所属を示す。
- アルシエ (BL)
- ボルソ・デル・グラッパ (TV)
- クレスパーノ・デル・グラッパ (TV)
- エーネゴ
- グリーニョ (TN)
- パデルノ・デル・グラッパ (TV)
- ポーヴェ・デル・グラッパ
- サン・ナザーリオ
- セレーン・デル・グラッパ (BL)
- ヴァルスターニャ

## 姉妹都市
- ジャッレ、イタリア 1969年